# Vad (Braşov)

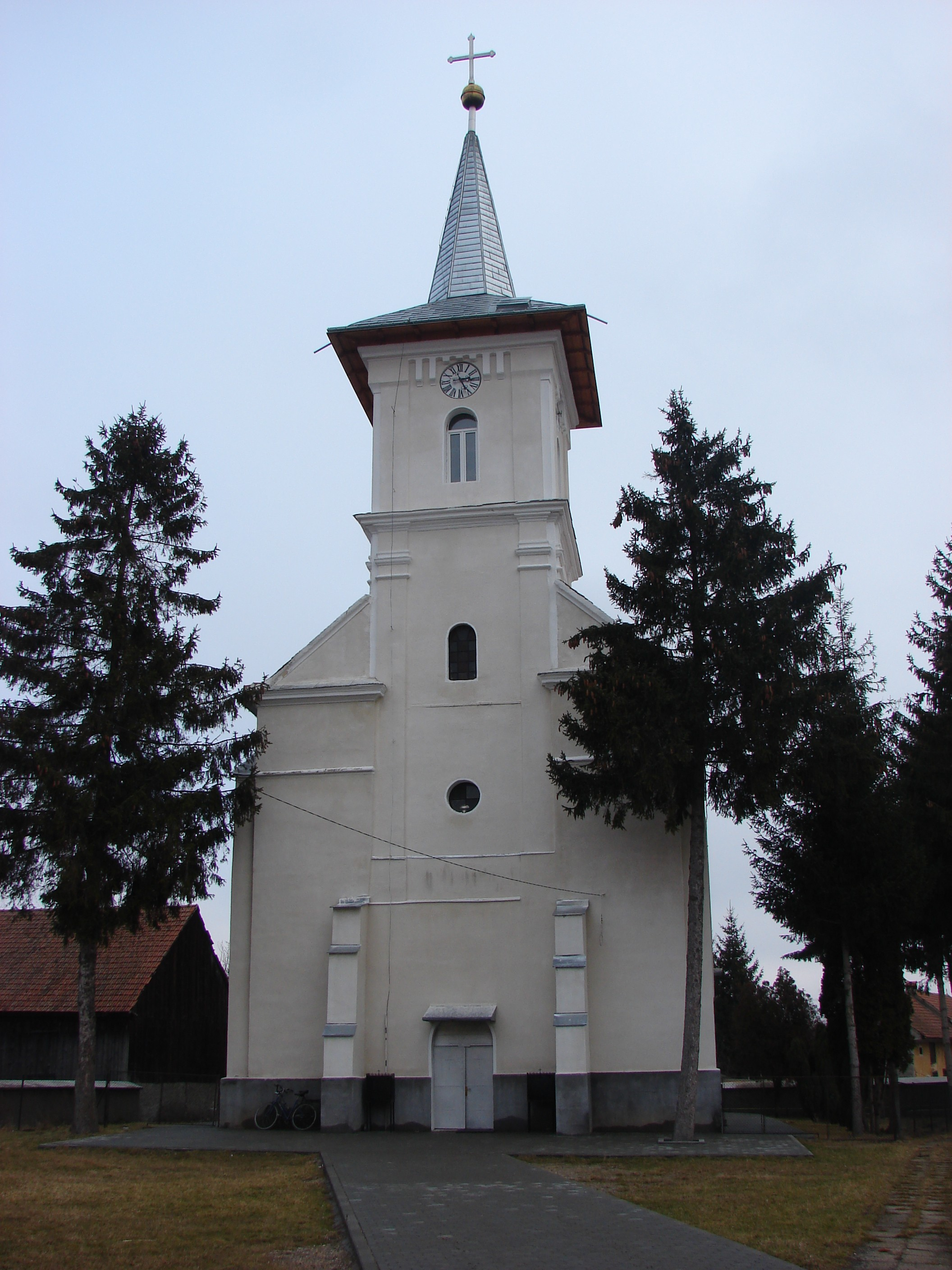
Igreja, Vad, 2009

Vad é uma aldeia romena localizada na comuna Şercaia, no distrito de Braşov, na região de Transilvânia. A aldeia está situada a uma distância de 18 km da cidade de Făgăraş.
Sua população era de 629 habitantes segundo o censo de 2002.

## Personalidades
- Augustin Bunea[1] (1857 - 1909), sacerdote, cónego metropolitano da Igreja Greco-Católica Romena unida com Roma, histórico, membro de Academia Romena.